# Servais de Lairuelz
Annibal-Servais de Lairuelz, né en 1560 à Soignies (Hainaut) et mort le 18 octobre 1631 à Pont-à-Mousson (Lorraine), est un chanoine prémontré dont il fut le réformateur au XVIe siècle.

## Biographie

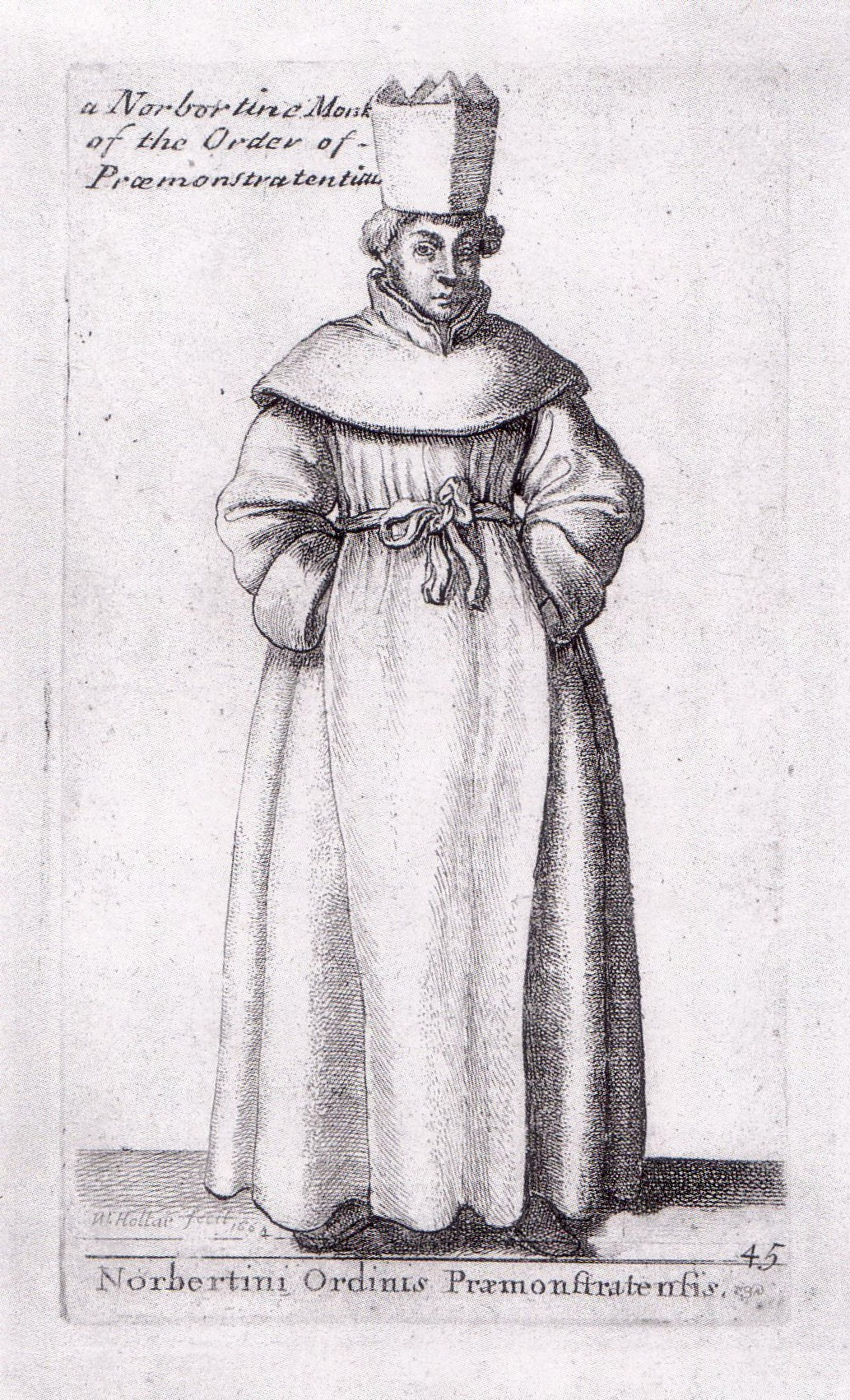
Un prémontré au XVIIe siècle

Né en 1560 à Soignies dans le Hainaut, il prononce ses vœux monastiques en 1580 chez les Prémontrés de l'Abbaye Saint-Paul de Verdun où son oncle est prieur. « On lui avait donné au baptême, le nom d'Annibal mais Nicolas de Bousmar, Évêque de Verdun, le lui changea en celui de Servais lorsqu'il lui administra la confirmation », ensuite il fréquente l'Université de Pont-à-Mousson, fondée par les Jésuites en 1572, et réside à l'abbaye voisine de Sainte-Marie-au-Bois. En 1585, il gagne Paris et poursuit ses études en Sorbonne, en résidant au collège prémontré de Paris. Promu docteur en théologie, il retourne à Saint-Paul de Verdun.
Une grave maladie entraine chez lui un profond changement religieux. Il commence à travailler à la restauration de la discipline monastique de son Ordre. Nommé vicaire général vers 1597, il visite les abbayes prémontrées en Allemagne, Autriche et Belgique. Sa réforme touche d'abord un groupe d'abbayes lorraines qui se groupent en « Communauté de la primitive rigueur ». En 1600, il succède à l'abbé de Sainte-Marie-au-Bois, Daniel Picard, et envoie ses jeunes religieux suivre les cours de l'Université de Pont-à-Mousson. À partir de 1607, il œuvre au transfert de son abbaye à côté de l'Université à Pont-à-Mousson. La construction de la nouvelle abbaye Sainte-Marie-Majeure débute en 1609 et se termine en 1616.
En 1631, il ramène ses moines à Sainte-Marie-au-Bois pour fuir l'épidémie de peste qui sévit à Pont-à-Mousson et c'est là qu'il meurt le 18 octobre 1631.

## Œuvres
La dizaine de livres qu'il a publiés font la promotion de la stricte observance ; on y relève aussi l'influence de la spiritualité ignacienne.
- Optica Regularium en 1603, jette les bases de la Réforme de Lorraine
- Statut de la réforme de l'Ordre de Prémontré
- Catéchisme des Novices
- L'optique des réguliers de l'Ordre des Augustins

## Sources
- Dictionnaire de spiritualité… Tome IX, Paris, Beauchesne, 1976, col. 117-119
- Pierre Lallemand, Les Prémontrés : Pont-à-Mousson, Sarreguemines, Pierron, 1990,  (ISBN 2-7085-0081-3)
- Jean Fournée, L'introduction de la Réforme de Lorraine en Normandie, Éditions Beauchesne, 1998